# Disney Channel (Japon)
Disney Channel Japan (ディズニーチャンネル) est une chaîne de télévision japonaise du groupe Disney-ABC Television Group. La chaîne est éditée en japonais et est disponible au Japon.

## Histoire
Le 24 avril 2003, Disney annonce le lancement de Disney Channel Japan comme une chaîne optionnelle de SKY PerfecTV et une chaine basique du câble. La chaîne Disney Channel est lancée au Japon le 18 novembre 2003, comme filiale de Walt Disney Japan et du Disney-ABC Television Group. Elle est disponible via satellite (quatre bouquets) et réseaux câblés (Sky PerfecTV). 
Le 5 septembre 2005, Disney Channel Japan annonce l'achat de deux productions du studio américain DIC : Sabrina (Sabrina: The Animated Series) et Inspector Gadget's Biggest Caper Ever.
En décembre 2005, Toon Disney et Jetix ont rejoint l'offre de Disney au Japon.
Depuis le 1er décembre 2010, la chaîne est disponible en HD.
Le 16 mars 2015, Walt Disney Japan annonce la diffusion de la première saison de la série Love Live! sur Disney Channel, première série du genre idole diffusée sur la chaîne Disney.

## Programmation actuelle
- Big City Greens (October 17, 2018–present)
- Chibiverse (November 21, 2023–present)
- Hamster & Gretel (April 9, 2023–present)
- Kiff (October 1, 2023–present)
- Phineas and Ferb (2010–present)
- Amphibia
- Bunk'd
- Gravity Falls (July 18, 2013–present)
- Jessie (September 5, 2012–present)
- Moon Girl and Devil Dinosaur (March 10, 2025–present)
- Primos (November 1, 2024–present)
- StuGo
- Wizards Beyond Waverly Place
- The Ghost and Molly McGee
- Secrets of Sulphur Springs
- Hailey's On It!

### Disney Junior programming
- Ariel
- Firebuds
- Mickey Mouse Funhouse
- Puppy Dog Pals
- Pupstruction
- Spidey and His Amazing Friends
- Star Wars: Young Jedi Adventures
- PJ Masks
- Hey Duggee

### Acquired programming
- Pokémon (depuis 2008)
- Hello Carbot
- Sound of the Heart
- Bread's Barbershop
- Bread and Wilk's World Tour
- Three Spies
- Ttushik
- SpongeBob SquarePants (Pre-Season 9 Only)
- Kung Fu Panda: Masters of Legends
- Talking Tom Heroes: Suddenly Superpowers
- Dr. Snow's Great Adventures in History
- Hello Carbot
- Go Go Dino
- Rainbow Bubblegem
- Crazy Kongsooni and Friends
- Tobot: Heroes of the Big City
- Pinkfong and Hogi: New Friend Ninimo
- Tayo the Little Bus
- Tayo's Speedy Theater

### Original series
- Recess (2003–2016)
- Boy Meets World (2003–2006)
- The Weekenders (2003–2009)
- Timon & Pumbaa (2003–2004)
- The Proud Family (2003–2007)
- Mon Colle Knights (2003–2004)
- The Little Mermaid (2003–2005)
- Kim Possible (2003–2009)
- Goof Troop (2003–2005)
- Doug (2003–2006)
- DuckTales (2003-2005)
- Chip 'n Dale: Rescue Rangers (2003–2005)
- 101 Dalmatians: The Series (2003–2006)
- Adventures of the Gummi Bears (2003-2005)
- Buzz Lightyear of Star Command (2003-2005)
- Teen Win, Lose or Draw (2003–2004)
- That's So Raven (2003–2010)
- Hercules (2003–2005)
- House of Mouse (2003–2009)
- Lizzie McGuire (November 2003 – 2008)
- Hannah Montana (November 2003 – 2008)
- Even Stevens (November 2003 – 2008)
- Cory in the House (December 9, 2003 – 2008)
- 8 Simple Rules (December 9, 2003 – 2009)
- The Emperor's New School (2004-2007)
- Daigunder (2004–05)
- Aladdin (2004–05)
- Phil of the Future (2005–2013)
- Lloyd in Space (2005–2006)
- Brotherly Love (2005–2007)
- American Dragon: Jake Long (2006-2010)
- Lilo & Stitch: The Series (2006-2013)
- The Buzz on Maggie (2007-2010)
- The Suite Life of Zack & Cody (2007–2015)
- Wizards of Waverly Place (2008-2011)
- The Suite Life on Deck (2009–2014)
- Jonas (November 2009 – 2012)
- Good Luck Charlie (March 6, 2011 – 2013)
- Kick Buttowski: Suburban Daredevil (2012-2016)
- Fish Hooks (2011-2015)
- Liv and Maddie (2013-2015)
- Dog with a Blog (March 4, 2013 – 2018)
- Shake It Up (May 1, 2013 – 2016)
- K.C. Undercover (December 13, 2014 – January 24, 2017)
- A.N.T. Farm (2014–2016)
- Austin & Ally (February 14, 2014 – 2019)
- Bizaardvark (March 31, 2014 – 2018)
- I Didn't Do It (September 9, 2014 – September 20, 2017)
- Best Friends Whenever (2016-2019)
- The Lodge (2016–2019)
- Stuck in the Middle (July 20, 2016 – 2019)
- Raven's Home (2017-2020)
- Star vs. the Forces of Evil (April 2017 – 2020)
- Elena of Avalor (July 16, 2017 – 2019)
- DuckTales (2018 – 2021)
- Big Hero 6: The Series (2019 – 2022)
- Coop & Cami Ask the World (January 1, 2019 – 2020)
- Just Roll with It (February 13, 2019 – 2022)
- The Owl House (December 9, 2020 – 2024)

### Acquired from Disney Junior
- Rolie Polie Olie (2003-2010)
- PB&J Otter (2003–2006)
- The Book of Pooh (2003–2006)
- Stanley (2003–2007)
- JoJo's Circus (2006-2012)
- Little Einsteins (2007-2016)
- Mickey Mouse Clubhouse (2007-2020)
- Jungle Junction (2010-2015)
- Bear in the Big Blue House (2006–2008)
- Higglytown Heroes(2006-2010)
- Handy Manny (2007-2016)
- My Friends Tigger & Pooh (2009-2015)
- Jake and the Never Land Pirates (2012-2019)
- Doc McStuffins (September 1, 2013 – April 25 2022)
- Henry Hugglemonster (September 1, 2015 – December 18, 2018)
- Miles from Tomorrowland (November 11, 2016 – 2020)
- Sheriff Callie's Wild West (December 2016 – 2019)
- Sofia the First (September 1, 2016 – December 18, 2020)
- Mickey and the Roadster Racers/Mickey Mouse Mixed-Up Adventures (November 11, 2017 - 2021)
- Goldie & Bear (July 23, 2018 – 2023)
- Vampirina (June 4, 2019 – September 10, 2024)
- Fancy Nancy (July 13, 2019 - 2022)
- Muppet Babies (November 13, 2019 – 2022)
- Mira, Royal Detective (2020-2022)
- T.O.T.S. (2020-2023)
- Eureka! (September 4, 2023 – July 23, 2024)

### Acquired programming
- The Fairy OddParents (2003 – 2006)
- Bob the Builder (2003-2009)
- The Magic School Bus (November 2003 – 2007)
- Sabrina (2005-2007)
- Teletubbies (November 2006 – 2009)
- Postman Pat (November 13, 2006 – 2007)
- Petite Princess Yucie (December 2006 – 2007)
- Where on Earth Is Carmen Sandiego? (December 9, 2006 – 2008)
- 6teen (2007–2010)
- Aqua Kids (2004–2008)
- Astro Boy (1980) (2003–2008)
- Pet Alien (2007-2009)
- Z-Squad (June 4, 2007 – September 10, 2010)
- Atomic Betty (July 23, 2007 – 2009)
- Skunk Fu! (October 9, 2007 – 2008)
- Harry and His Bucket Full of Dinosaurs (November 5, 2007 – 2009)
- Tai Chi Chasers (November 19, 2007 – 2008)
- Giga Tribe (2008–2009)
- Kirarin Revolution (Season 2) (September 1, 2008 – 2009)
- Wan Wan Celeb Soreyuke! Tetsunoshin (2008–2009)
- Storm Hawks (2008–2009)
- Onegai My Melody (2009–2012)
- Futari wa Pretty Cure Splash Star (2009-2010)
- Beyblade: Metal Fusion (2009–2011)
- Kid vs. Kat (2009 – 2012)
- Casper's Scare School (November 23, 2009 – 2013)
- Akazukin Chacha (March 2, 2010 – 2011)
- The Monster Kid (April 28, 2010 – 2011)
- Kiteretsu Daihyakka (May 10, 2010 – February 6, 2014)
- Mix Master: Final Force (July 26, 2010 – March 21, 2011)
- Scan2Go (November 15, 2010 – April 1, 2011)
- Ninja Hattori-kun (December 13, 2010 – October 19, 2012)
- Mighty Cat Masked Niyander (2010–2012 – May 6, 2013 – May 20, 2013)
- Tobot (2010 – December 14, 2015)
- The Super Hero Squad Show (2010–2012)
- Ultimate Muscle II (2010–2011)
- Hot Wheels Battle Force 5 (2010–2012)
- Bolts and Blip (January 19, 2011 – April 21, 2011)
- Little Battlers Experience (September 19, 2011 – May 15, 2014)
- Sidekick (2011–2012)
- Jewelpet (2011–2012)
- Jimmy Two-Shoes (2011–2012)
- Cardfight!! Vanguard (2011–2012)
- Chi-Ling-Ching: Secret Juju (2012–2017)
- Tayo the Little Bus (January 21, 2012 – March 3, 2012)
- Cardcaptors (February 15, 2012 – October 16, 2012)
- Toriko (March 14, 2012 – August 25, 2014)
- Osomatsu-kun (July 25, 2012 – August 8, 2013)
- Robot Arpo (September 24, 2012 – November 13, 2012)
- DreamWorks Dragons (January 3, 2013 – October 11, 2014)
- Kodocha (March 9, 2013 – 2014)
- Magi: The Labyrinth of Magic (April 8, 2013 – May 20, 2013)
- Legends of Chima (May 1, 2013 – February 5, 2015)
- Fish 'n Chips (May 6, 2013 – June 12, 2013)
- Pretty Rhythm: Aurora Dream (September 7, 2013 – March 15, 2014)
- Frankie and Friends (March 3, 2014 – April 10, 2014)
- Dooly the Little Dinosaur (2009) (May 12, 2014 – June 23, 2014)
- Gundam Build Fighters (July 30, 2014 – October 22, 2014)
- Hello Carbot (September 15, 2014–2017)
- Tori Gogo (September 17, 2014 – October 2, 2014)
- Barbie: Life in the Dreamhouse (September 22, 2014 – 2014)
- Hero Bank (October 6, 2014 – December 27, 2015)
- Detective Story (November 24, 2014 – November 25, 2014 – 2015–2018)
- LoliRock (2015 – March 19, 2018)
- Love Live! School Idol Project (March 3, 2015–2017)
- Gundam Build Fighters Try (March 27, 2015 – September 11, 2015)
- Inspector Gadget (2015) (June 2, 2015 – July 2, 2019)
- Turbo Fast (September 10, 2015 – January 1, 2017)
- Rabbids Invasion (September 11, 2015 – September 16, 2018)
- Spookiz (September 17, 2015 – October 2, 2015)
- Robotex (2015–2016)
- Sonic Boom
- Zombiedumb (January 11, 2016 – October 9, 2018)
- B-Daman Fireblast (January 18, 2016 – April 12, 2019)
- Nexo Knights (March 4, 2016 – September 24, 2019)
- Mr. Bean: The Animated Series (Season 4) (April 4, 2016 – July 23, 2016)
- Yu-Gi-Oh! Duel Monsters (May 12, 2016 – July 28, 2016)
- Beyblade Burst (July 12, 2016–2020)
- Mini Force (July 18, 2016 – December 9, 2018)
- Larva (July 18, 2016 – August 15, 2018)
- Power Battle Watch Car (September 10, 2016 – September 11, 2018)
- Rainbow Ruby (September 12, 2016 – May 21, 2019)
- PriPara (September 19, 2016 – November 11, 2018)
- My Little Pony: Friendship Is Magic (October 8, 2016 – January 1, 2022)
- Sophie Ruby (October 30, 2016–2018)
- Kamisama Minarai: Himitsu no Cocotama (November 5, 2016 – October 27, 2019)
- Capsule Boy (February 5, 2017 – July 2, 2019)
- Geomeca (March 14, 2017 – February 21, 2018)
- Yu-Gi-Oh! Arc-V (April 10, 2017 – July 11, 2019)
- Horrid Henry (April 22, 2017 – April 30, 2019)
- Kong Soon Yi (June 3, 2017 – June 19, 2019)
- Love Live! Sunshine!! (August 11, 2017–2018)
- Dino Core (Season 3) (October 20, 2017 – January 12, 2018)
- Turning Mecard R (November 10, 2017 – May 4, 2018)
- The Sound of Heart (January 27, 2018 – February 18, 2018)
- Dino Mecard (February 19, 2018–2020)
- The Magic School Bus Rides Again (July 21, 2018 – March 2021)
- Snack World (July 21, 2018 – May 25, 2019)
- My Friend, Corey (August 20, 2018–2020)
- Dot. (December 17, 2018 – 2021)
- Gundam Build Divers (January 12, 2019 – April 6, 2022)
- Barbie Dreamhouse Adventures (March 9, 2019 – June 2, 2022)
- Tobot V (April 2, 2019–2020)
- Sgt. Frog (June 7, 2019–2020)
- Mighty Mike (July 4, 2019–2022)
- Go! Animal Rescue (July 6, 2019–2022)
- Rainbow Rangers (July 14, 2019 – February 24, 2022)
- Bugsbot Ignition (July 25, 2019–2022)
- Monster Hunter Stories: Ride On (November 7, 2020 – 2024)
- Hyper Rescue Drive Head (2021–2023)
- Lego City Adventures (2022-2024)
- Elinor Wonders Why (2023-2025)
- Bakugan Battle Planet (2023-2024)
- Remy & Boo
- Detective Pinkfong and Hogi
- Doraemon
- Love Live! Nijigaski High School Idol Club

## Identité visuelle

### Logos

Logo de Disney Channel du 2003 au janvier 2015 au Japon.
Logo de Disney Channel du 2011 au janvier 2015[N 1]
Logo de Disney Channel HD du 2011 au janvier 2015
Logo de Disney Channel depuis janvier 2015

## Diffusion
- Diffusion satellite : 
  - SKY PerfecTV!
  - SKY PerfecTV! e2

- Diffusion câble : 
  - J:COM